# Trans-International-Airlines-Flug 863
Am 8. September 1970 stürzte auf dem Trans-International-Airlines-Flug 863 (Flugnummer: TV863) eine Douglas DC-8-63CF kurz nach dem Start auf dem John F. Kennedy International Airport ab. Bei dem Unfall kamen alle elf Besatzungsmitglieder ums Leben. Als Unfallursache wurde ein durch einen aufgewirbelten Fremdkörper blockiertes Höhenruder festgestellt.

## Flugzeug
Bei der auf Flug 863 eingesetzten Maschine handelte es sich um eine Douglas DC-8-63CF mit der Werksnummer 45951, die im Jahr 1968 im Douglas-Werk in Long Beach, Kalifornien als 414. Maschine der DC-8-Serie endmontiert wurde. Das vierstrahlige Schmalrumpf-Langstreckenflugzeug war mit vier Triebwerken des Typs Pratt & Whitney JT3D-7 ausgerüstet. Die Maschine wurde im November 1968 an Trans International Airlines ausgeliefert und seitdem durchgehend mit dem Luftfahrzeugkennzeichen N4863T betrieben. Die Maschine war zum Zeitpunkt des Unfalls keine zwei Jahre alt und hatte eine Laufleistung von 7878 Betriebsstunden.

## Insassen und geplanter Flugverlauf
Die Maschine sollte einen Positionierungsflug vom John F. Kennedy International Airport zum Washington Dulles International Airport durchführen. Aus diesem Grund befanden sich keine Passagiere, sondern nur eine elfköpfige Besatzung an Bord, bestehend aus Kapitän, Erstem Offizier, Flugingenieur und acht Flugbegleiterinnen. Kapitän war der 49-jährige Joseph Jon May, der über 22.300 Stunden Flugerfahrung verfügte. Erster Offizier war der 47-jährige John Donald Loeffler, der 15.775 Flugstunden absolviert hatte. Flugingenieur war der 42-jährige Donald Kenneth Neely, der 10.000 Stunden Flugerfahrung besaß, darunter 3500 auf der DC-8.

## Unfallhergang
Um 16:04 Uhr Ortszeit erhielt die Maschine die Freigabe zum Start von Bahn 13R. Eine Minute darauf begann die Besatzung den Startlauf. Die Rotation, welche nach 470 Metern erfolgte, erfolgte wesentlich früher als gewöhnlich. Aus diesem Grund kam es zu einem Tailstrike, wobei das Heck der Maschine 380 Meter weit über die Landebahn schleifte. Auf den Aufnahmen des Stimmenrekorders war der Tailstrike deutlich zu hören.
Im nächsten Moment gab der Kapitän dem Ersten Offizier die Anweisung, die Maschine hochzuziehen, woraufhin dieser antwortete, dass er sie nicht kontrollieren könne. Nach einem Startlauf von 850 Metern stieg die Maschine in die Höhe. 1 bis 2 Sekunden nach dem Abheben aktivierte sich die Überziehwarnanlage, die vor einem drohenden Strömungsabriss warnte. Die Maschine stieg in einem Winkel von 60 bis 90 Grad nach oben und erreichte dabei eine Flughöhe von 300 bis 500 Fuß (90 bis 150 Meter), ehe sie erst 20 Grad nach rechts und dann nach links rollte, bis es zu einem Strömungsabriss mit nach unten ausgerichteter Flugzeugnase kam. Beim Aufschlag explodierte die Maschine, ein Feuer brach aus. Alle elf Besatzungsmitglieder kamen ums Leben.

## Unfalluntersuchung
Die Unfalluntersuchung wurde durch das National Transportation Safety Board durchgeführt. Die Ermittler bezeichneten den Unfall als nicht überlebbar. Bei der Untersuchung der Wrackteile entdeckten die Ermittler einen scharfkantigen, asphaltbedeckten Fremdkörper, der zwischen dem rechten Höhenruder und der rechten Höhenflosse feststeckte. Die Ermittler fanden heraus, dass dieser Fremdkörper das Höhenruder blockiert und damit die Steuerung der Längsneigung beeinträchtigt hatte. Die Piloten konnten den Kontrollverlust nicht abwenden.
Eine Untersuchung des Materials, aus dem der Fremdkörper bestand, ergab, dass es sich um ein Stück Asphalt handelte. Die Ermittler konnten nicht herausfinden, wie dieses ins Höhenleitwerk gelangen könnte, eine These lautet jedoch, dass es durch die Wirbelschleppen einer anderen, zuvor gestarteten Maschine aufgewirbelt wurde. Die Ermittler urteilten, dass der Fremdkörper unter unbekannten und höchst ungewöhnlichen Umständen an die Fundstelle gelangt sein muss, was durch die Besatzung nicht rechtzeitig wahrgenommen wurde, um einen erfolgreichen Startabbruch einzuleiten.
Die Ermittler gaben auch der Besatzung eine Mitverantwortung an dem Unfall. Es wurde eine mangelnde Reaktionsbereitschaft der Besatzung beanstandet. Zudem habe der Kapitän als der erfahrenere Pilot den Startlauf nicht in hinreichender Weise überwacht.

## Folgen
Als Konsequenz aus dem Unfall veröffentlichte die Federal Aviation Administration neue Vorschriften, in denen der vorgeschriebene zeitliche Abstand zwischen startenden Maschinen erhöht wurde.

## Ähnliche Zwischenfälle
- Emery-Worldwide-Flug 17
- National-Airlines-Flug 102